# 鲍峰庭
鲍峰庭（1968年3月—），江西万载人，1990年7月参加工作，1989年6月加入中国共产党，大学学历，工程硕士，中华人民共和国政治人物。

## 生平
鲍峰庭早年在江西农业大学农业经济系农业经济管理专业学习，毕业后在宜春地区出任行署办公室科员、副科长，1998年，调回南昌，出任中共江西省委农办综合处主任科员、改革处助理调研员。2005年，出任抚州市崇仁县人民政府副县长。
2006年，升任中共抚州市乐安县委常委、组织部部长兼统战部部长，任职期间，鲍峰庭曾在云南大学软件工程管理专业学习，并获得工程硕士学位。2008年，出任中共抚州市委副秘书长、市接待办主任。
2011年，出任赣州市石城县委副书记、县长，2014年，升任中共石城县委书记。
2020年，当选为赣州市人大常委会副主任。并继续担任石城县党委书记，在此期间，因在脱贫攻坚战中作出贡献，于2021年2月25日的全国脱贫攻坚总结表彰大会上，鲍峰庭被授予“全国脱贫攻坚先进个人”荣誉称号。
2021年3月，升任中共萍乡市委副书记。